# Tigres de Chinandega
Uniformes
Les Tigres de Chinandega est un club nicaraguayen de baseball basé à Chinandega. Les Tigres disputent leurs rencontres à domicile au Estadio Efraín Tijerino, enceinte de 8000 places.

## Histoire
Le 28 janvier 2011, les Tigres s'inclinent en série finale face aux Indios del Bóer.

## Palmarès
- Champion du Nicaragua (professionnel) (1) : 2006.
- Champion du Nicaragua (amateur) (4) : 1937, 1970, 1971, 1974 (Ouest).